# Штокалко Зіновій Павлович
Зіно́вій Па́влович Што́калко (псевдонім — Зіновій Бережан; 25 травня 1920, м. Бережани, за іншими даними — село Кальне, нині Козівського району Тернопільської області — 28 червня 1968, м. Нью-Йорк, США) — український поет-модерніст, студентський діяч та лікар-інтерніст, онколог і дерматолог, бандурист. Доктор медицини (1951). Син Павла Штокалка.

## З життєпису
Закінчив Бережанську гімназію в 1938 році. У вільний від навчання час юнак збирав музичний фольклор Західної України (свідченням є збережений зошит із записами народних пісень за 1936 р.), займався фотографуванням, радіотехнікою, спортом. У Бережанах Зіновій почав опановувати гру на бандурі у Юхима Клевчуцького.
Навчався у Львівському медичному інституті (1939—1941). Від 1944 — у таборі для переміщених осіб у Німеччині.
Медичні студії закінчив у Мюнхені (1951) в Університеті Людвіга-Максиміліяна. Еміґрував до США (1952). Працював у лікарні Метрополітен; згодом — на дільниці у Брукліні.
У 1940-х pp. був студентським діячем у Мюнхені (редактор тижневика «Студентські Вісті», 1946—1948).

### Наукова діяльність
Автор наукових статей з етіології новоутворів та лікування злоякісних пухлин.

### Музична діяльність
Штокалко відомий також як визначний виконавець дум на бандурі, соліст і член управи Капели Бандуристів ім. Шевченка в Америці. Вивчав гру на бандурі у Юхима Клевчуцького в Бережанах та в Юрія Сінгалевича у Львові та деякий час був під впливом виконання харківського бандуриста Григорія Бажула.
Штокалко концертував з групами й індивідуально в Україні, Німеччині та США.
Від 1939 разом з Юрієм Сінгалевичем і Ф. Якимцем входив у Львові до тріо бандуристів.
Зібрав та опрацював понад 300 дум і балад, козацьких, стрілецьких, повстанських та інших пісень. Автор «Кобзарського підручника» (К. — Едмонтон, 1992), багатьох пісень і дум, історично-теоретичної праці про бандуру. Залишив звукозаписи козацьких та інших дум у супроводі бандури. Бандуру зробив майстер Семен Ластович.

### Учні
- Мирослав Дяковський
- Андрій Горняткевич

### Праці
- Штокалко З. Критичні завваги до стану сучасного кобзарства // Українські вісті, 6.ІІ.1949, Новий Ульм, Німеччина // Бандура, 1981, № 3-4,— C. 11-15.
- Штокалко З. Підручник гри на бандурі // (рукопис) — 112 с.
- Штокалко З. Кобзарський підручник // Едмонтон-Київ, Вид-во Канадського інституту українських студій; 1992 (ред. А. Горняткевич) — 346 с.
- Штокалко З. Кобза:  Збірка Пєс Для Бандури // Едмонтон-Київ, Вид-во Канадського інституту українських студій; 1997 (ред. А. Горняткевич) - 560 с.

### Звукозапис
У 1970 році, українська книгарня "Сурма", в Ню Йорку, посмертньо випустила один альбом, на двох платівках.  Цей альбом також був випущений у 1985 році на одній касеті.  Більшість з тих пісень були накручені у 1952 році.
О, Думи Мої - Пам'яті Бандуриста З. Штокалка - Зіновії Штокалко (Сурма, 1970, Ню Йорк)
- "Дума про Олексія Поповича"  (11:40)
- "Сіяв Мужик Гречку"  (3:12)
- "Іди Від Мене"  (3:30)
- "Дума про Козака Голоту" (7:30)
- "Турецький Танець"  (3:30)
- "Чичітка"  (3:05)
- "Дума про Озівських Братів" (13:00)
- "Дума про Марусю Богуславку" (6:45)
- "Вязанка Украінських Народних Пісень"  (3:00)
- "Марш Партизанів"  (2:20)

### Літературна спадщина
Літературна спадщина Зіновія Штокалка маловідома широкій суспільності. За його життя опубліковано лише два твори у німецькому перекладі Елізабет Котмаєр («Антологія», 1957). У другому числі альманаху «Хорс» на початку 1950-х років видруковано невелику добірку із поезії та прози Бережана, все інше залишилось у рукописах. Українською мовою вперше його поезія опублікована в II томі «Координати» (Мюнхен, 1969).
«На окраїнах ночі» (Мюнхен, 1977; під авторськім псевдом "Зіновій Бережан"; тираж 400):  У тій посмертній збірці творів та віршів є вміщено передмову-літературний портрет Штокалка, створений письменником Ігорем Костецьким.
Збереглось 25 літературних текстів Бережана у виконанні автора, переписаних сьогодні з аудіокасет на компакт-диски.

### Художня спадщина
Штокалко також виявив себе як митець-графік. Відомі дві малярські роботи студентських років — портрет матері та сюрреалістичний автопортрет олівцем — написані в Україні. Митець цікавився новими течіями в мистецтві початку XX століття, зокрема сюрреалізм Сальвадора Далі, з яким був особисто знайомий. Ці впливи відобразилися у пізніших творах — автопортреті та двох картинах-масках, уміщених на сторінках книги «На окраїнах ночі».